# Сукачі (Остерський район)
Сукачі - колишнє село Остерського району, Чернігівської області. Виселені через творення військового полігону в межиріччі Десни і Дніпра в 1950-х.
Розташовувалось "при колодязах та болоті Меша".
Станом на 1866 рік в селі налічувалось 15 дворів і 93 мешканців.